# Айткхаллой
Айткхаллой (чечен. Айткхаллой) — один из чеченских тайпов, представители которого являются выходцами из территориальной группы (тукхума) нохчмахкахой, тайп расселён в основном в восточной части Чеченской Республики.

## История
Согласно родовому тептару представители тайпов айткхалой, сесаной и ишхой являются потомками некоего Сада, который пришёл из Нашхи и обосновался в местечке ГӀудукх, что находится рядом с нынешним селением Саясан.
Известный чеченский ученый А. С. Сулейманов в своем труде «Топонимия Чечни» указывает, что своим родоначальником айткаллинцы называют Айта, который пришёл из Нашха в XIV веке и основал селение Айт-Кхаьлла. Неподалёку от Закан-Юрта находилось селение Айтыкалоева, Н. Волкова относит данное селение к чеченскую тайпу Айткхаллой (у неё «Эйткалой»), у А. Берже Айтан-Кале.

## География
Этническое общество располагалось между Эникали, Гуна, Шерды-Мохк, на реке Гумс и включало в свой состав следующие селения: Регита (Айткхаллойн регӀа-тӀе), Айткала (Айткхаьлла), Ачерешки (Ачаршка), Гунин хутор (Гунин кӀотар), Джагларги (ЖагӀ-Лергие), Джанхой-Хутор (ЖагӀ-Ӏин кӀотар), Ники-Хита (НикӀин хитӀа), а самые старые поселения — Ачерешка, Айт-Кхаьлла или ЖагI-Iин-кӏотар — не сохранилось.
Из-за частых оползней оно было оставлено, а жители расселились в других населённых пунктах, а также и на равнине. В наши дни, помимо Ачарашка, Никӏин-хитӏа, ЖагI-Лергие, РегӀа-тӀе, айткаллинцы проживают в городах и селениях как в Чечне, так и в Дагестане: Азамат-Юрт, Аргун, Ачхой-Мартан, Валерик, Гелдагана, Гудермес, Джалка, Знаменское, Комсомольское (Боти-юрт), Кошкельды (чечен. Берза-Боьра), Курчалой, Мелчхи, Мескер-Юрт, Ойсхара, Старые Атаги, Урус-Мартан, Чечен-Аул, Али-Юрт и других.

### Топонимы с этнонимом данного тайпа
«Айткхаьлла» — урочище в долине реки Гумс южнее нынешнего селения Эникали. Здесь находилось первое поселение родоначальника Айта. До основания селения Айткала это место называлось ЖагӀ-Ӏин — «гравийное ущелье». Из-за частых оползней селение было заброшено, и жители основали новое селение Ачерешки.
«Айткхаллойн кешнаш» — кладбище на южной окраине урочища Айт-Кхаьлла лаьттинчу.
В XIX веке на берегах реки Асса находилось село Айткала, жители которого были переселены в Малую Чечню.
Айткхаллойн юкъ — квартал в селе Курчалой.

## Состав
Гары тайпа Айткхаллой:
- Акхшой гар[17]
- Гизи гар[17]
- Марзи гар[17]
- Тунжахан гар[17]

Тайп состоит из 4 гаров А. Сулейманов ошибочно Акхшой (Акхшой гар) выделил как отдельный тайп, хотя на самом деле это один из четырёх гаров тайпа Айткхаллой.